# Портрет Ф. И. Шаляпина (картина Кустодиева)
«Портрет Ф. И. Шаляпина» (авторские названия — «Новый город», «Ф. И. Шаляпин в незнакомом городе»; также — «Ф. И. Шаляпин на ярмарке», «Шаляпин на ярмарке в Нижнем Новгороде») — картина русского художника Бориса Кустодиева, написанная в 1922 году.
Художник Борис Кустодиев и оперный певец Фёдор Шаляпин высоко оценивали творчество друг друга ещё до своего личного знакомства, состоявшегося по инициативе писателя Максима Горького в 1919 году, уже после октябрьской революции. Впоследствии Шаляпин пригласил Кустодиева к совместной работе над постановкой оперы «Вражья сила» в Мариинском театре в качестве художника по декорациям и костюмам. Кустодиев согласился, хотя к тому времени передвигался только в инвалидной коляске из-за паралича ног вследствие тяжёлой болезни. При этом он условился с Шаляпиным о написании его портрета, для которого ещё во время работы над оперой сделал множество рисунков и набросков.
Портрет создавался эпизодически в период с 1920 по 1922 год в трудных для Кустодиева условиях: чтобы объять кистью весь двухметровый холст, художнику приходилось писать его по частям, полулёжа, с помощью специально разработанного устройства, позволяющего наклонять полотно до нужного положения. На полотне Шаляпин изображён в богатой барской шубе и шапке на фоне зимнего пейзажа и народного празднования масленицы. У ног певца — любимец, бульдог Ройка, а позади — дочери Марфа и Марина с личным секретарём певца Исаем Дворищиным. Несмотря на всю парадность портрета, он отличается выражением самой сущности Шаляпина, демонстрацией его поистине народного духа, того, что став знаменитым артистом, Шаляпин остался русским человеком.
Кустодиев так и не смог увидеть портрета при нужном отдалении, так как Шаляпин выкупил его и в 1922 году увёз за границу, в эмиграцию во Францию. Сам он высоко оценивал данную работу и дорожил портретом, ставя его выше всех прочих из своей большой коллекции картин русских художников. В том же году Кустодиев создал для себя уменьшенную копию-повторение портрета, которая впоследствии активно выставлялась по всему миру, тогда как оригинал хранился в личной квартире Шаляпина в Париже. Кустодиев скончался в 1927 году, а Шаляпин — в 1938-м. Авторский вариант некоторое время хранился в Третьяковской галерее, а затем был передан в Русский музей, где и находится в настоящее время. Оригинал хранился в семье Шаляпина, но в 1968 году был передан его дочерьми в дар Ленинградскому театральному музею и с 1985 года выставляется в Большой гостиной в доме-музее Ф. И. Шаляпина в Ленинграде (ныне Санкт-Петербург).

## Контекст

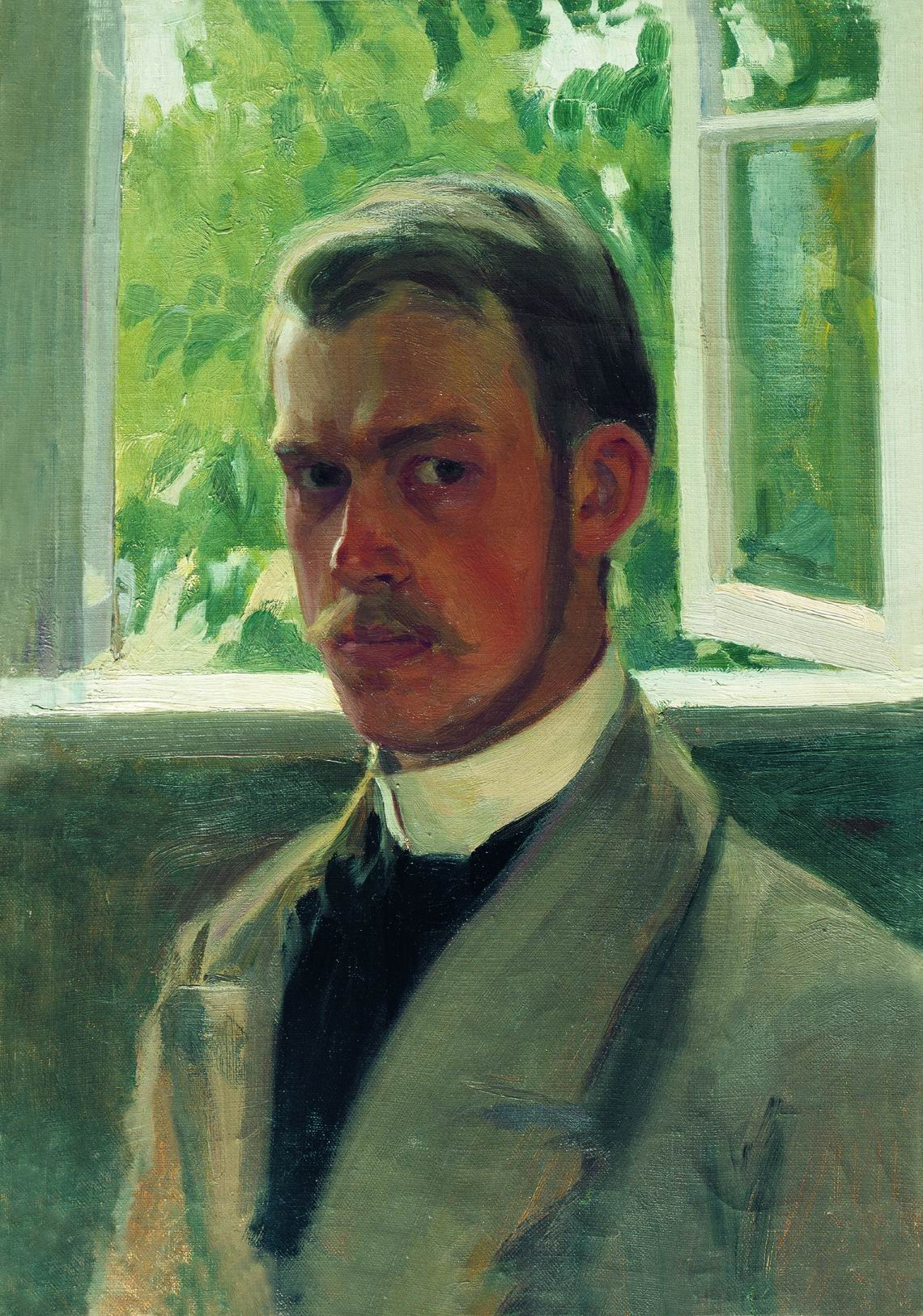
«Автопортрет у окна», Кустодиев (1899)

Великий камерный певец-бас Фёдор Шаляпин пел со сцен Московской частной русской оперы, а также Большого и Мариинского театров в Москве и Петербурге, соответственно, а также был известен как исполнитель русских народных песен и романсов. Признание к Борису Кустодиеву пришло ещё во время учёбы в Академии художеств в Петербурге, а портреты его работы удостаивались наград международных выставок. Однако жизнь художника оказалась трудной: в 1911 году у него случилась тяжёлая болезнь позвоночника, приведшая в 1916 году к параличу ног. Оставшись навсегда прикованным к инвалидному креслу, Кустодиев не потерял силы духа и продолжил работать. В ту пору он писал, что «так как мой мир теперь это только моя комната, так уж очень тоскливо без света и солнышка. Вот и занимаюсь тем, что стараюсь на картинах своих это солнышко, хотя бы только отблески его, поймать и запечатлеть». Обладая необычайно острой наблюдательностью и феноменальной визуальной памятью, Кустодиев писал картины по своим исключительно радостным воспоминаниям о Руси без тягот, серости и скуки обыденной народной жизни. Эти полотна с чаепитиями, гостиными рядами, трактирами, удивительными зимами с катанием на санях, балаганами, каруселями, праздничными народными гуляниями, наполнены ощущением материального достатка, звонкими красками и яркими узорами, погружающими зрителя в воображение художника — в небывалый «город Кустодиевск», в «страну Кустодию». Кустодиев полюбил творчество Шаляпина с юных лет и просто боготворил его. Чуткого Шаляпина, в свою очередь, не могла не трогать судьба Кустодиева. Он высоко ценил его искусство, производившее на него большое впечатление, называя художника «замечательным» и «бессмертным» и считая его человеком недюжинным и достойным преклонения. Впоследствии, в своей второй автобиографической книге «Маска и душа», законченной в 1932 году и подвёдшей итог его жизни, Шаляпин писал:
Много я знал в жизни интересных, талантливых и хороших людей, но если я когда либо видел в человеке действительно высокий дух, так это в Кустодиеве. Все культурные русские люди знают, какой это был замечательный художник. Всем известна его удивительно яркая Россия, звенящая бубенцами и Масляной. Его балаганы, его купцы Сусловы, его купчихи Пискулины, его сдобные красавицы, его ухари и молодцы – вообще, все его типические русские фигуры, созданные им по воспоминаниям детства, сообщают зрителю необыкновенное чувство радости. Только неимоверная любовь к России могла одарить художника такой веселой меткостью рисунка и такою аппетитной сочностью краски в неутомимом его изображении русских людей… Но многие ли знали, что сам этот веселый, радующий Кустодиев был физически беспомощный мученик-инвалид? Нельзя без волнения думать о величии нравственной силы, которая жила в этом человеке и которую иначе нельзя назвать, как героической и доблестной»

## История

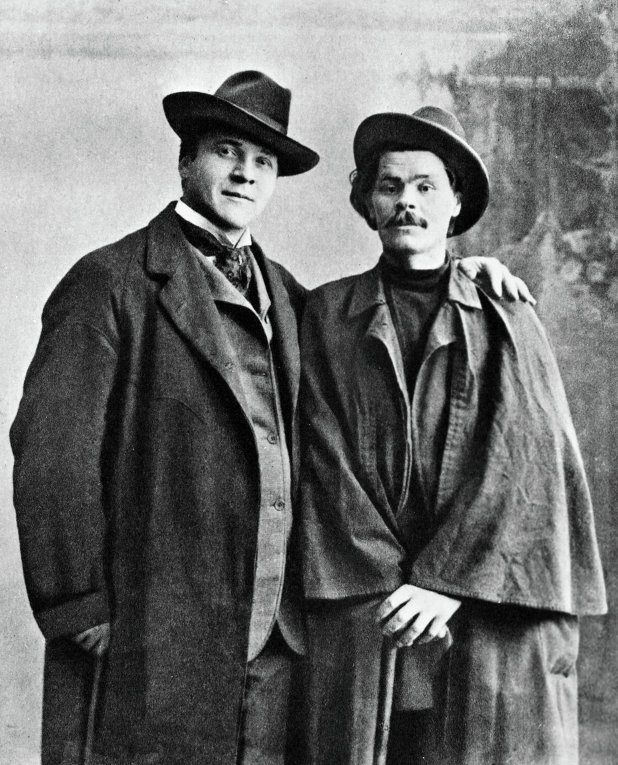
Горький и Шаляпин, 1901 год

В 1919 году в квартиру Кустодиева в доме № 7 на Введенской улице в Петрограде вдруг нагрянул знаменитый писатель Максим Горький, любивший его творчество ещё со времён работы художника в сатирических журналах «Жупел» и «Адская почта». Кустодиев жил недалеко от квартиры самого Горького, а также от Народного дома. С собой Горький взял и не менее известного Шаляпина, которого заинтересовало театральное творчество Кустодиева. Впоследствии, Шаляпин иногда один, иногда вместе с Горьким, — неоднократно бывал у Кустодиева.
Случай поближе познакомиться с Кустодиевым представился Шаляпину во время работы над постановкой в Мариинском театре оперы «Вражья сила», написанной композитором Александром Серовым по пьесе Александра Островского «Не так живи, как хочется, а так живи, как Бог велит». В этой постановке, ставшей для Шаляпина последней значительной работой в Мариинском театре, он был и режиссёром, и исполнителем партии Ерёмки, над поиском интонационного и пластического рисунка которой работал с большим творческим подъёмом. Решив, что не найти художника, который сможет лучше Кустодиева почувствовать и изобразить мир Островского, коллектив театра отправил к нему Шаляпина с предложением заняться созданием декораций и костюмов для «Вражьей силы». Когда Шаляпин пришёл к художнику и увидел Кустодиева прикованным к креслу, его охватила «жалостливая грусть»:
Он предложил мне сесть и руками передвинул колеса своего кресла поближе к моему стулу. Жалко было смотреть на обездоленность человечью, а вот ему, как будто, она была незаметна: лет сорока, русый, бледный, он поразил меня своей духовной бодростью – ни малейшего оттенка грусти в лице. Блестяще горели его веселые глаза – в них была радость жизни.
Я изложил ему мою просьбу.
– С удовольствием, с удовольствием, – отвечал Кустодиев. Я рад, что могу быть вам полезным в такой чудной пьесе. С удовольствием сделаю вам эскизы, займусь костюмами. А пока что, ну-ка, вот попозируйте мне в этой шубе. Шуба у вас больно такая богатая. Приятно ее написать.
– Ловко ли? – говорю я ему. Шуба-то хороша, да возможно – краденая.
– Как краденая? Шутите, Федор Иванович.
– Да так, говорю, – недели три назад получил ее за концерт от какого-то Государственного Учреждения. А вы, ведь, знаете лозунг: «грабь награбленное».
– Да как же это случилось?
– Пришли, предложили спеть концерт в Мариинском театре для какого то, теперь уже не помню какого – «Дома», и вместо платы деньгами али мукой предложили шубу. У меня хотя и была моя татарка кенгуровая, и шубы мне, пожалуй, брать не нужно было бы, но я заинтересовался. Пошел в магазин. Предложили мне выбрать. Экий я мерзавец – буржуй! Не мог выбрать похуже – выбрал получше.
– Вот мы ее, Федор Иванович, и закрепим на полотне. Ведь как оригинально: и актер, и певец, а шубу свистнул.

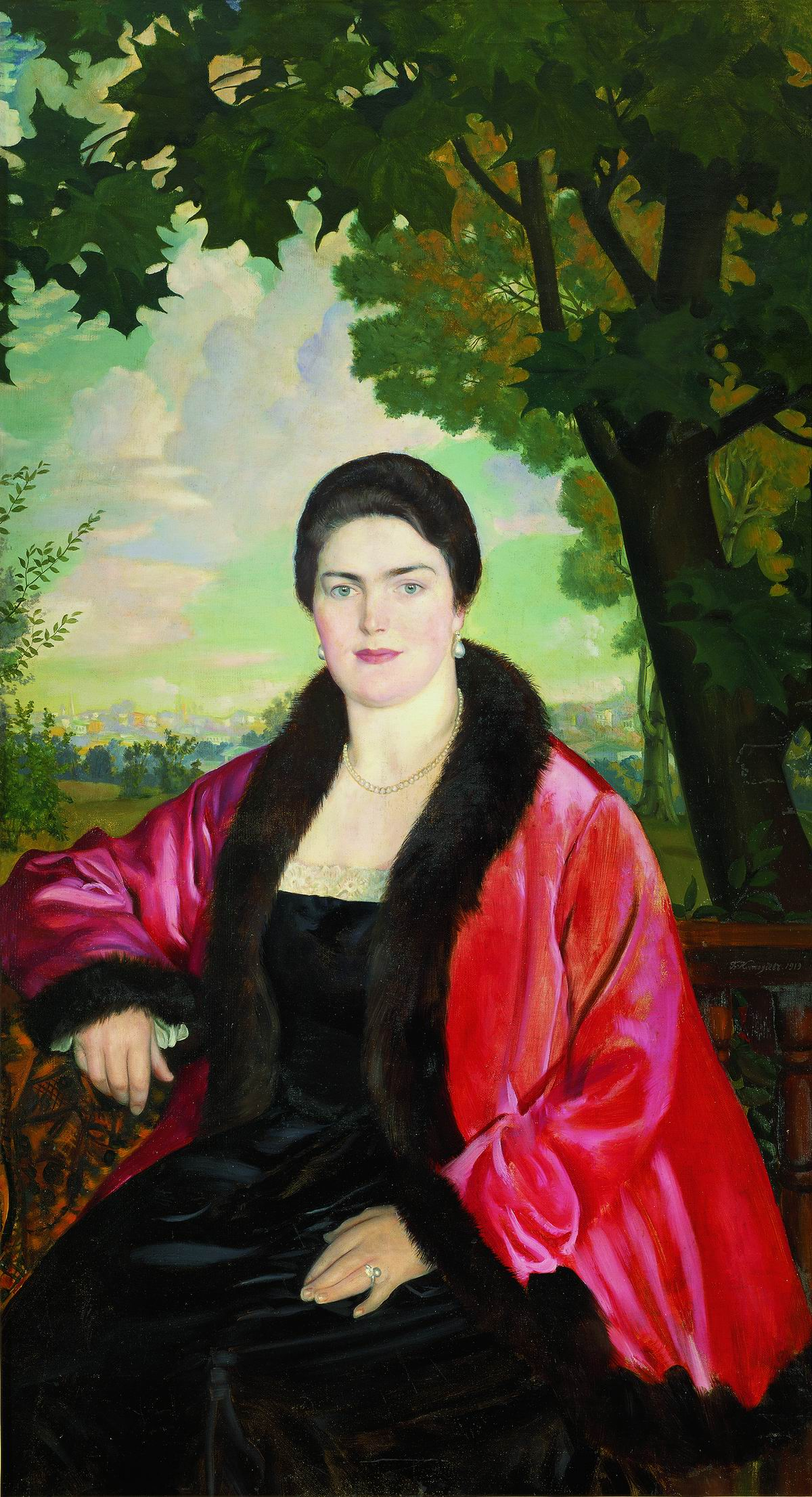
Портрет Шаляпиной, 1919 год

Кустодиев, будучи малоподвижным человеком, с готовностью и без колебаний согласился на предложение Шаляпина о создании декораций. В то время художник писал режиссёру Василию Лужскому: «Я сижу дома, и, конечно, работаю и работаю, вот и все наши новости. Стосковался по людям, по театру, по музыке — всего этого я лишен». Вдобавок Кустодиева очень воодушевила мысль о работе с таким всемирно известным артистом как Шаляпин. Личность певца, его внутренний и внешний облик, притягивали к себе его современников, выражавших впечатления в своих лучших работах — в мемуарной и художественной литературе, скульптуре, графике, живописи. Так, Александр Головин писал Шаляпина в ролях, а Валентин Серов, Леонид Пастернак, Илья Репин и Константин Коровин — в жизни. Исключением не стал и Кустодиев, внесший свой вклад в целую галерею шаляпинских портретов. Некоторое время спустя певец приехал к художнику с дирижёром Мариинского театра Даниилом Похитоновым. Дирижёр сел в гостиной за рояль, под аккомпанемент которого Шаляпин спел почти все арии оперы «Вражьей силы». Именно тогда, видимо, Кустодиев рассказал Шаляпину о своём желании написать его портрет, но певец сослался на нехватку времени для позирования, в то же время заручившись согласием художника создать портрет своей жены — Марии Валентиновны Шаляпиной. В этом году для Кустодиева единственной заказной работой оказался именно этот «светский» портрет, на котором он изобразил Шаляпину, с её милости, на фоне парка — романтического пейзажа, эффектно оттенявшего черты заказчицы.
Кустодиев высказал желание присутствовать на всех репетициях, для чего Шаляпин каждый раз доставал моторный грузовик, лично сносил художника в кресле с четвёртого этажа, усаживал в автомобиль и доставлял в театр, где сам же и вносил в ложу на руках. Кустодиев с большим интересом следил за репетициями на сцене, знакомился с происходящим на месте в постановочных, портных и костюмерных цехах. Тем же образом Шаляпин и отвозил Кустодиева домой, а затем прощался. В 1920 году благодаря Шаляпину Кустодиев так дважды посетил Мариинский театр, где увидел оперу Глюка «Орфей и Эвридика», а также спектакль из трёх одноактных балетов — «Павильон Армиды», «Карнавал» и «Шопениана». Наряду с «Вражьей силой» в том же году художник был занят созданием декораций к опере Римского-Корсакова «Царская невеста», которую ставил режиссёр Виктор Раппопорт с коллективом Большого театра в петроградском Народном доме. Работа над оперой «Вражья сила» шла, несмотря на сложнейшие условия войны и революции, из за которых труппа театра значительно поредела, а новонабранную молодёжь приходилось учить элементарным основам актёрского мастерства, и даже нотному письму. Вместе с тем всё это самозабвенно увлекло бескомпромиссного и требовательного Шаляпина, да так, что он свёл к минимуму гастрольные поездки по российским городам и стал лично заниматься проведением репетиций, в ходе которых сам показывал интонации для ролей участников массовых сцен. Будучи придирчивым даже к самым малейшим деталям, такое же серьёзное значение он придавал и художественному оформлению оперы, чтобы все её элементы приобрели бы единую художественную целостность. С Шаляпиным у Кустодиева установились добрые отношения. Шаляпин регулярно приезжал домой к Кустодиеву, рассматривал черновые эскизы до написания их маслом, радуясь тому, что художник понял его замысел. Неоднократно они вместе пели дуэтом, вспоминая песнями родную Волгу, рядом с которой оба выросли, благо, что у Кустодиева был неплохой тенор. Работа подходила к концу, однако вместе с тем, загруженный Шаляпин никак не мог выделить время на позирование Кустодиеву, обещая приехать «как-нибудь после премьеры», но художник всё же успел сделать несколько беглых зарисовок певца для будущего портрета. Как писал впоследствии Шаляпин, Кустодиев «быстро написал […] эскизы декораций и костюмов к „Вражьей Силе“». Не ограничившись одним лишь построением одежды, он отразил в своих зарисовках личность персонажей, их темпераменты, типажи и ужимки.

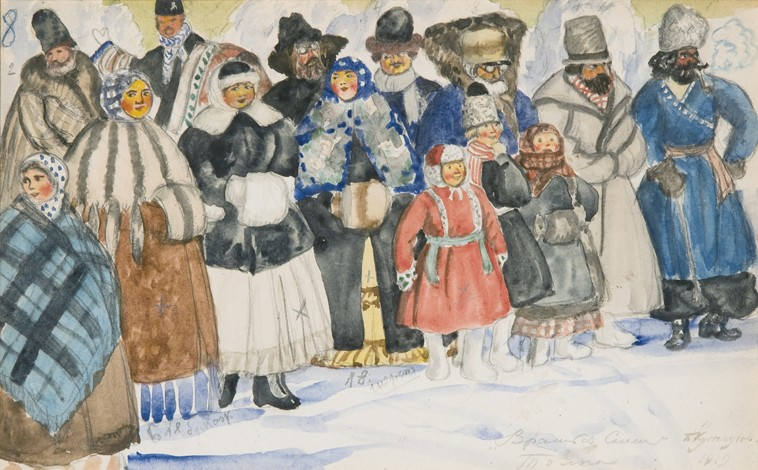
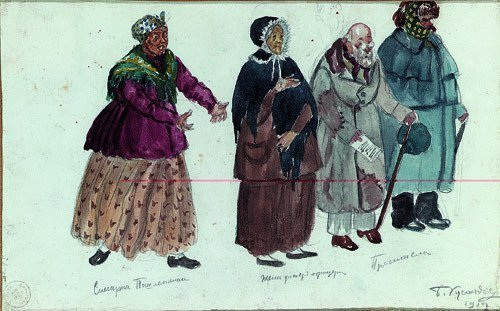
Эскизы костюмов
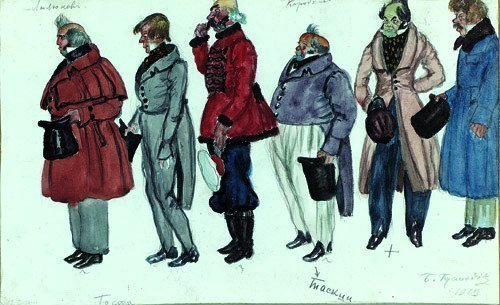
к «Вражьей силе»
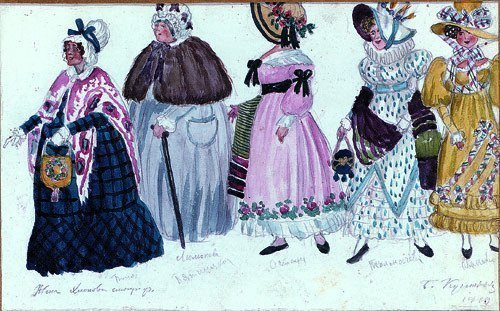

Премьера «Вражьей силы» прошла 7 ноября 1920 года, по свидетельству сына Кустодиева, Кирилла, блестяще, да так, что «домой вернулся отец возбужденный, говорил, что Шаляпин — гений и что для истории необходимо написать его портрет». Как отмечал Шаляпин, Кустодиев «с огромным интересом наблюдал за ходом репетиций и, казалось мне, волновался, ожидая генеральной. На первом представлении Кустодиев сидел в директорской ложе и радовался. Спектакль был представлен всеми нами старательно и публике понравился». Посмотрев спектакль, Александр Блок, поражённый силой художественного обобщения, записал в своём дневнике, что «Шаляпин в Еремке („Вражья сила“ Серова) достигает изображения пьяной наглости, хитрости, себе на уме, кровавости, ужаса русского кузнеца. Не совсем только, не хватает заурядности, он слишком „Шаляпин“, слишком „Мефистофель“ вообще местами, а не заурядный русский дьявол». Шаляпин большое количество раз выступал в роли Еремки, а всего на сцену Мариинского театра в сезоне 1920/21 года он совершил 47 выходов.

## Создание

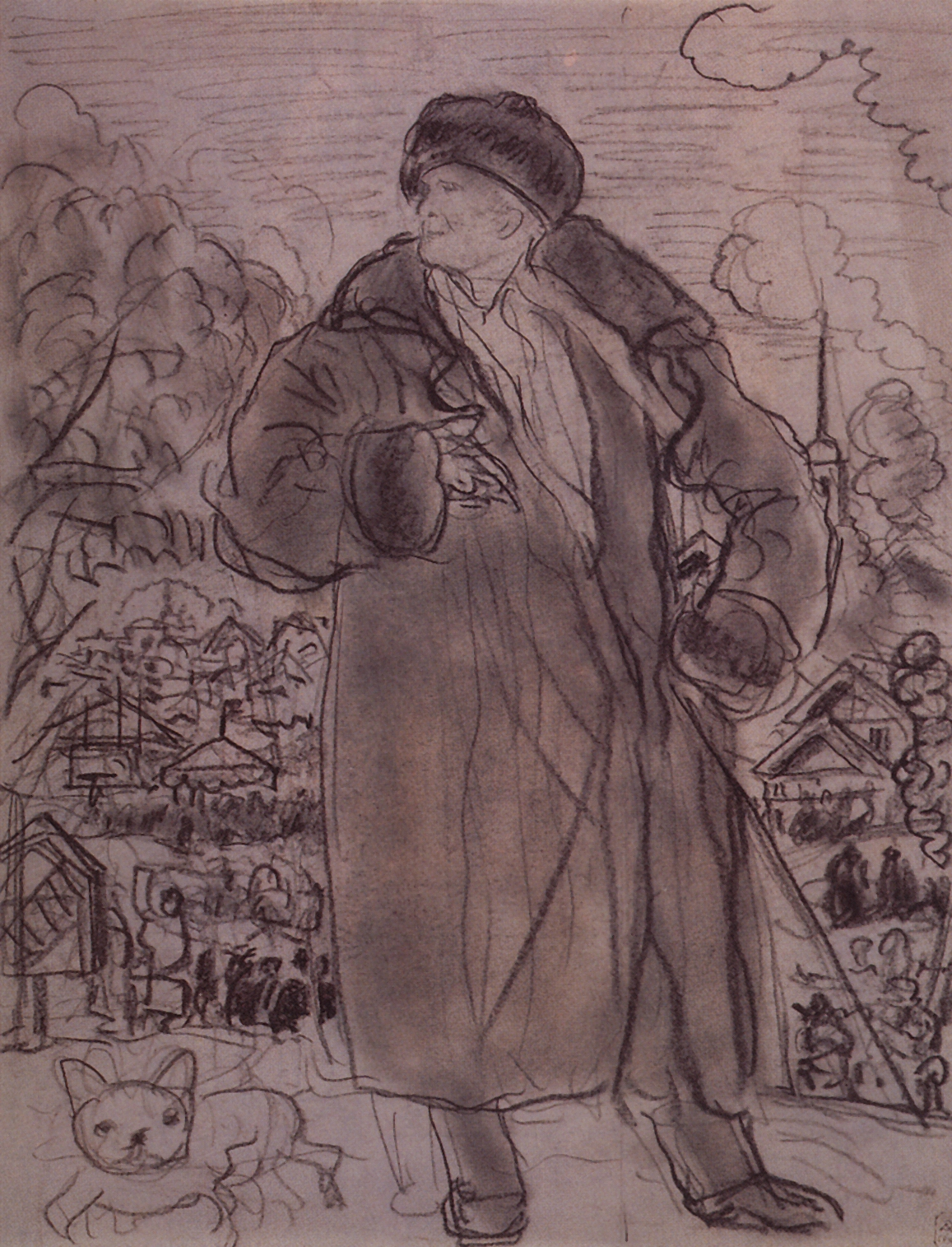
Эскиз к портрету, 1920—1921 гг.

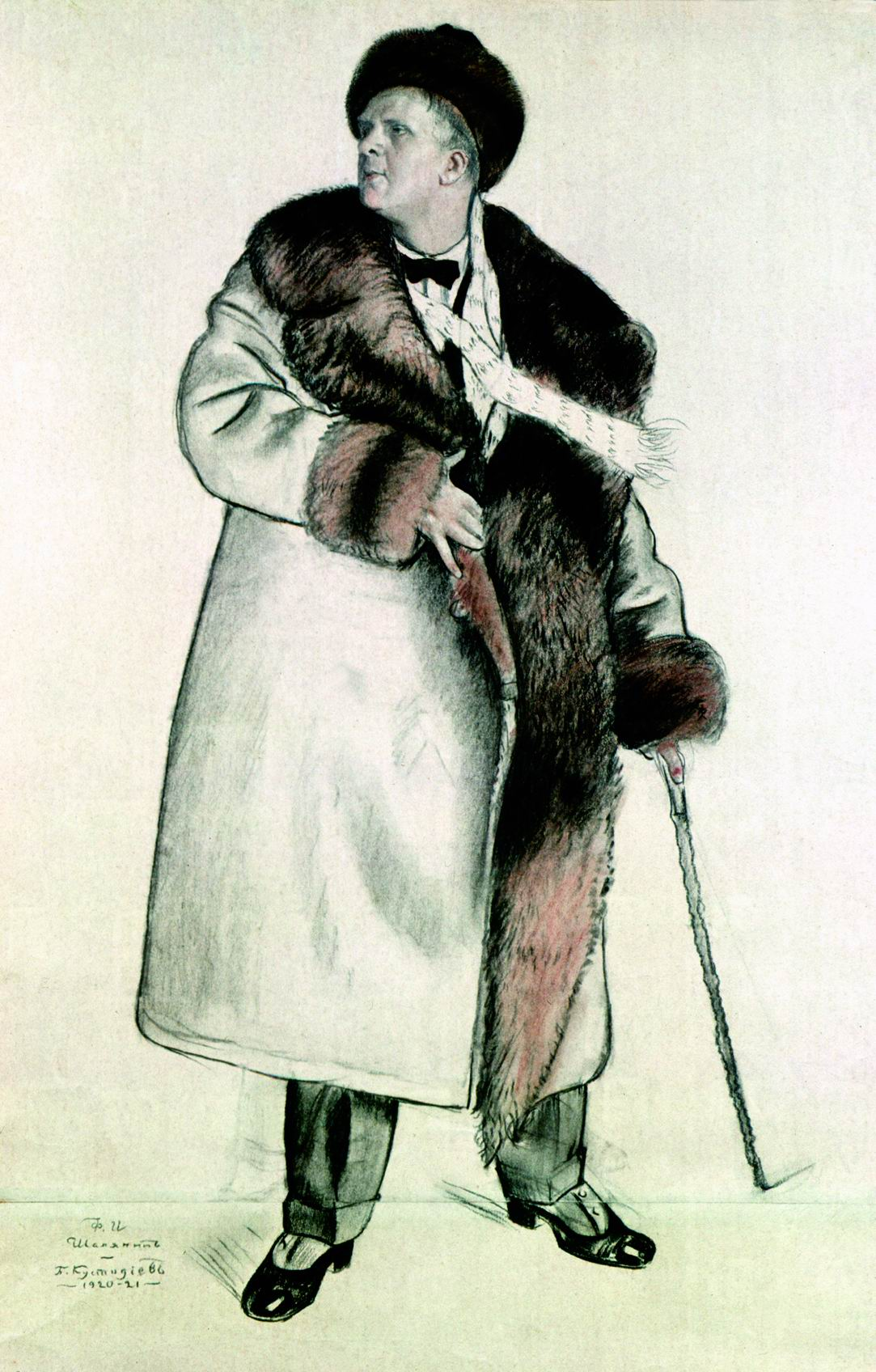
Фигура Шаляпина, 1921 год

Именно той зимой Кустодиев неожиданно и возобновил работу над начатым ещё осенью портретом Шаляпина. Как вспоминал Шаляпин, над «национализированной» колоритной шубой сомнительной судьбы «посмеялись и условились работать». Для начала Кустодиев сделал несколько этюдов и подготовительных рисунков, а уж затем приступил к созданию основного полотна. По взаимному согласию Кустодиев стал писать Шаляпина именно в той шубе, полученной вместо гонорара. Также Шаляпин пожелал чтобы у его ног на картине был запечатлён его домашний любимец — французский бульдог (мопс) Ройка. Несмотря на то, что пёс был дрессированный и даже падал замертво, когда хозяин говорил «Городовой!», с Ройкой пришлось достаточно повозиться. Как вспоминал сын Кустодиева, «для того чтобы он стоял, подняв голову, на шкаф сажали кошку, и Шаляпин делал все возможное, чтобы собака смотрела на нее». Однако главную проблему составляло не это, а то что Кустодиев решил изобразить Шаляпина в полный рост, в результате чего размер полотна превысил два метра. Сеансы позирования проходили в комнате, служившей Кустодиеву мастерской. Она была такой маленькой и тесной для огромного Шаляпина, заполнявшего чуть ли не всё свободное пространство комнаты, что Кустодиев не мог охватить его фигуру целиком и картину пришлось писать по частям, а некоторые этюды даже пришлось переносить по клеткам. При этом Шаляпин позировал уже тяжелобольному художнику, прикованному к инвалидному креслу. Будучи уже не в состоянии встать, Кустодиев сидя написал среднюю часть портрета, а над верхней и нижней был вынужден работать полулёжа, глядя вверх на специально наклонённый в почти горизонтальном положении подрамник с холстом, который расписывал, как плафон. Благодаря укреплённому на потолке блоку с продёрнутой в него верёвкой и грузом Кустодиев мог сам без посторонней помощи регулировать наклон холста до необходимого положения. Впоследствии искусствовед Пётр Нерадовский, посетивший квартиру художника в 1921 году и увидевший почти законченную картину, так вспоминал о том, как ответил Кустодиев на вопрос «Как же вы писали такой большой портрет?»:
На это он просто, как будто здесь нет ничего особенного, объяснил, что на потолке был укреплен блок, через который была пропущена веревка с привешенным на ее конце грузом; с ее помощью можно было приближать холст к креслу самому, без посторонней помощи, наклоняя его к себе настолько, чтобы можно было кистью доставать до его поверхности или удалять от себя для того, чтобы проверить написанное. Это приспособление, придуманное Борисом Михайловичем, позволило ему работать над такой сложной картиной. Только художники до конца поймут, с какими большими неудобствами и физическими трудностями была связана эта работа, выполненная больным, лишенным свободы движения человеком. А он, как ни в чем не бывало, объяснял мне технический процесс работы…
Как вспоминал Шаляпин, портрет Кустодиев «написал быстро». Однако для больного художника это была невероятно трудная работа, самый настоящий беспримерный творческий подвиг, хоть и привнёсший в его жизнь светлые и радостные моменты. Наугад и ощупью Кустодиев создал удивительное полотно, по сути не видя ни разу его целиком при достаточном отдалении. Сам он с трудом верил в благополучное завершение работы над портретом и даже не представлял своей профессиональной удачи, впоследствии поражавшей многих живописцев благодаря виртуозному мастерству и изумительному расчёту Кустодиева.

## Композиция
Оригинальный портрет — 215 x 172 см, масло на холсте; слева внизу подпись: «Ф. И. Шаляпину. Б. Кустодіевъ/1921». Уменьшенное повторение — 99,5 x 81 см, масло на холсте; справа внизу подпись: «Б. Кустодіевъ/1922».

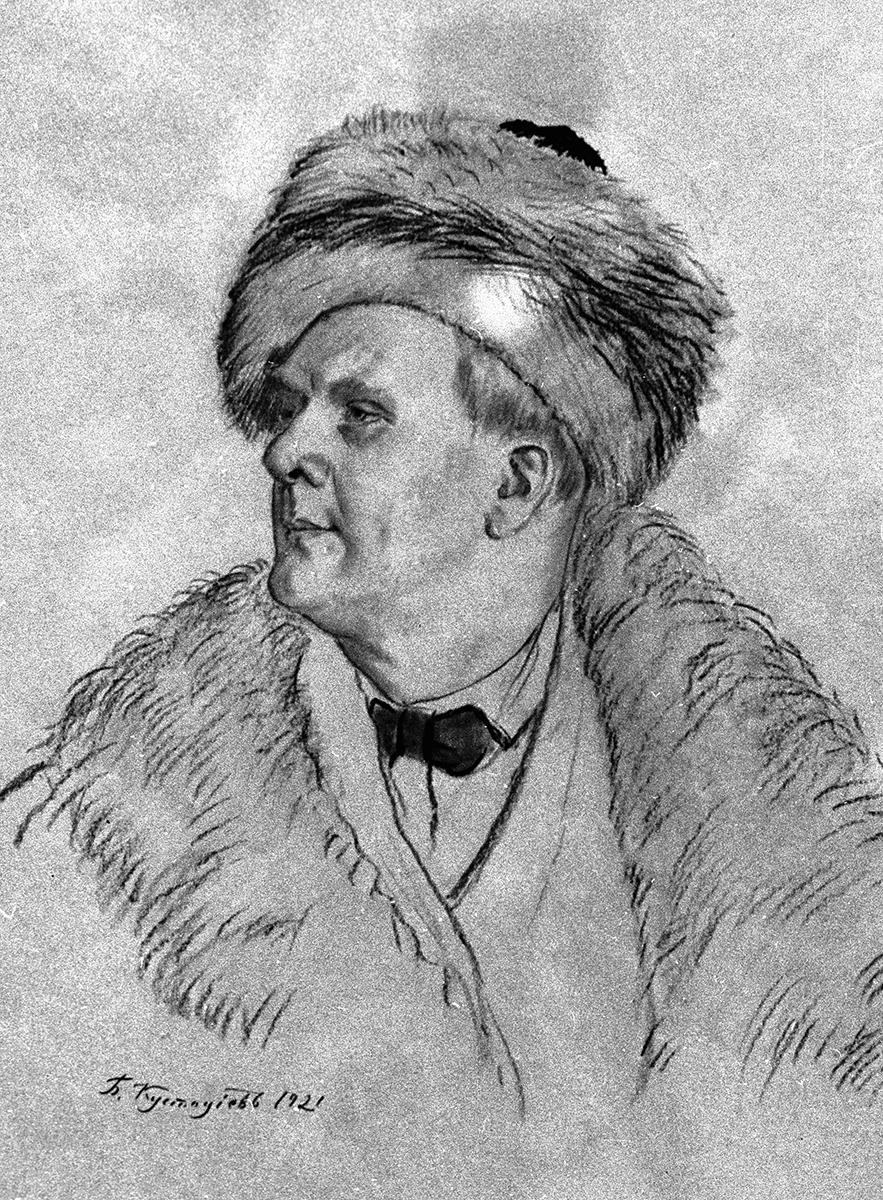
Фотокопия зарисовки головы Шаляпина, 1921 год

На первом плане, на заснеженном пригорке величественно возвышается, высится, стоит в эффектной, нарочно театральной позе статная исполинская фигура солидного, богатырского сложения мужчины — седовласого Шаляпина в бобровой шапке, роскошной, богатой и дорогой шубе, не только подбитой, но и сшитой из бобрового меха, да вместе с воротником. Чтобы это показать, несмотря на лёгкий морозец, шуба растёгнута нараспашку — под нею виден строгий концертный костюм. Распахнутую полу шубы с выбившимся и развевающимся на ветру шарфом Шаляпин придерживает своей правой рукой, холёной и зависшей в манерном жесте с отставленным мизинцем, на котором словно напоказ выставлен великолепный перстень с драгоценным камнем. Левой рукой же, чтобы не поскользнуться на дороге, он опирается на трость из ценного дерева. Шаляпин обут в не предназначенные для зимней прогулки ботинки из серой замши и чёрного лака на пуговках — по последней моде, да явно не по погоде. Силуэт элегантной и по-превосходному пластичной фигуры предельно обобщён, сама она изображена в фас в три четверти во весь рост, а голова повёрнута влево, чуть ли не в профиль. В нижнем правом углу у ног Шаляпина сидит его любимый пёс — белый с чёрной отметиной французский бульдог Ройка, изображённый в натуральную величину и смотрящий преданно на своего хозяина, который держит его на поводке. В нижнем левом углу на втором плане видны три фигуры в чёрном: дочери Шаляпина Марина и Марфа, сопровождаемые на прогулку большим другом и личным секретарём артиста, тенором Исаем Дворищиным. На руках у Марины обезьянка. Все эти фигуры были введены в портрет по просьбе самого Шаляпина.

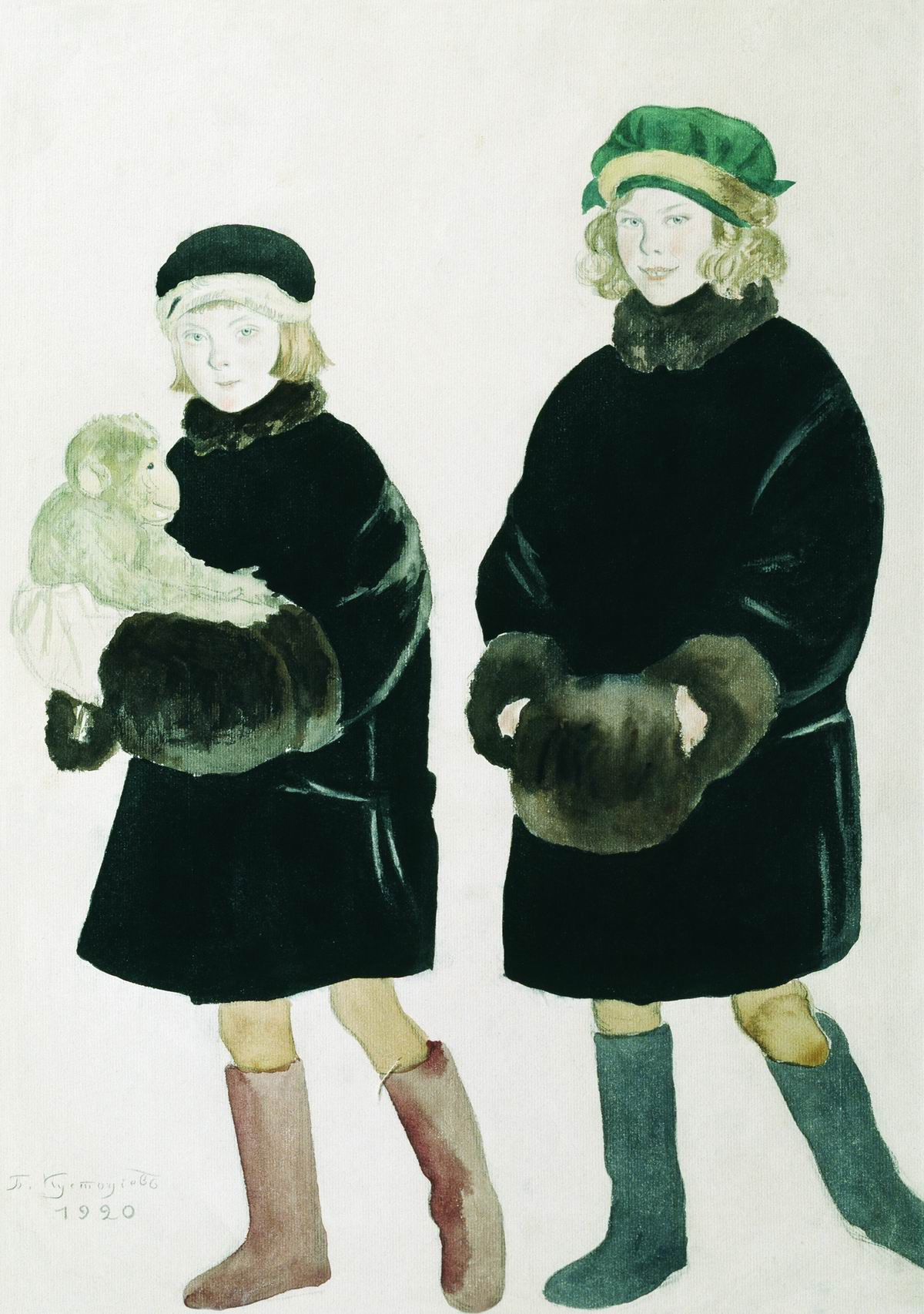
Марфа и Марина Шаляпины, 1920 год

Композиционное построение портрета является любимым для Кустодиева — центральная фигура, укрупнённый первый план, за которым далеко и внизу развёрстывается большое пространство, прямо как на картине «Купчиха». Фон портрета — залитый солнцем ясный утренний день, зимний пейзаж, голубые и розовые тени на сверкающем снегу, холмы в сугробах, покрытые инеем кроны деревьев, ветви их облеплены снегом. За широкой спиной Шаляпина развернулась картина народного празднества, гуляний, торговли и веселья, в общем встречи и празднования весны — масленица в самом разгаре с разноцветными балаганами, цирком, каруселью, лихими катаниями на разукрашенных санях и русских тройках прямо на ярмарочной площади с лотками и прилавками, которые уже тогда начали уходить в прошлое. Вдали видны постройки старинного русского городка, навеянные Кустодиеву прежними его живописными циклами пейзажей Костромы и Кинешмы 1910-х годов, а также декорациями к «Вражьей силе». Лубочный пейзаж населён по-брейгелевски, заполнен множеством фигурок — зритель может долго наслаждаться кипением праздника, феерией развлечений, разнообразными сценами пёстрой городской жизни — мчащимися конями, весёлыми извозчиками, гармонистами, подвыпившими мастеровыми, уличными скоморохами, певцами, артистами, акробатами, фокусниками и прочими затейниками, с любовью выписанными Кустодиевым. На домах и лавках виднеются живописные вывески «Трактир», «Пряники» с изображением калачей или баранок, запрещённые приказом петербургского градоначальника Драчевского в 1914 году как «аляповатые» и оттого сохранившиеся лишь в провинции. Рядом — церковь, подпись Кустодиева, по его же признанию. У входа на ярмарку — столб, на котором афиша с именем Шаляпина, возвещающая о таком большом событии для провинции — приезде великого певца, и свидетельствующая о том, что его здесь ценят, любят и ждут. Первоначальное название картины «Новый город» также говорит о том, что Кустодиев изобразил Шаляпина прибывшим на гастроли в незнакомый городок. Певец оглядывает горы с высоты своего роста и прогуливается по улице в этот праздничный день в полной уверенности в том, что люди будут покорены его талантом, а сам он покорит этот город.

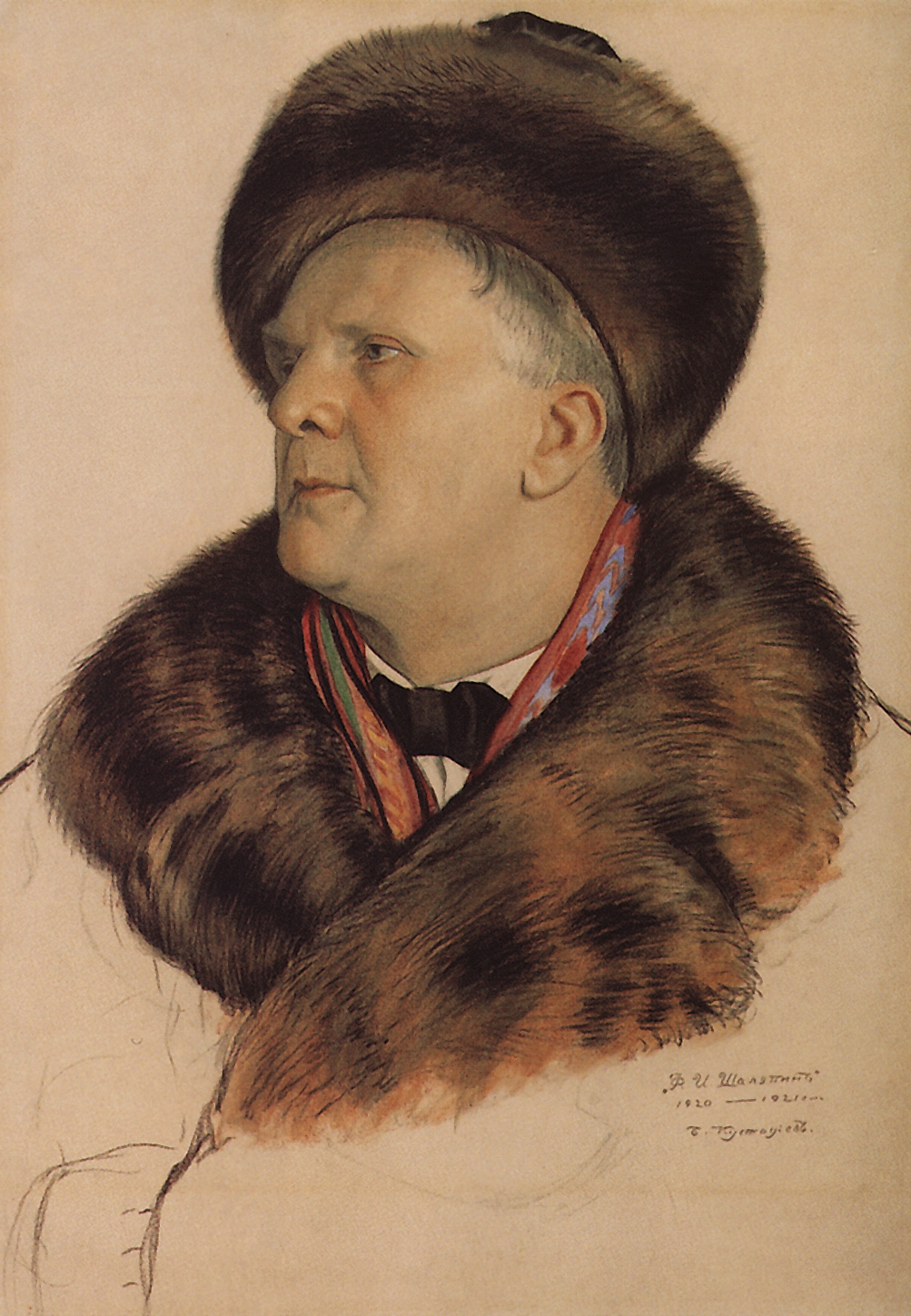
Этюд головы Шаляпина, 1921 год

Внутренний мир портретного Шаляпина сложен — он кажется озабоченным, задумавшимся о чём-то своём, мысли артиста обращены куда-то в сторону на то, что не заметно стороннему наблюдателю, а может он просто удивляется текущему мимо празднику и думает не вернуться ли обратно, как в юности на ярмарке в Нижнем Новгороде, где «просторно, весело, разгульно текла жизнь великого торжища». В этом довольно парадном портрете Кустодиев со свойственной себе долей лукавства отметил некоторую самовлюблённость Шаляпина, его стремление щегольнуть дорогими нарядами, создав поистине хрестоматийный образ артиста, этакого вальяжного русского барина или зажиточного купца. Певец всем своим обликом показывает, что не бедствует, что он этакий «нэпман», олицетворение ленинской «новой экономической политики», нацеленной на введение элементов капитализма в советскую экономику для восстановления страны из руин гражданской войны. Кустодиеву удалось передать изобразить на полотне биографию, сам творческий, по-национальному глубоко своеобразный дух Шаляпина, исполнителя народных песен, волжанина, прошедшего большой путь от театриков и балаганов на провинциальных ярмарках до лучших оперных сцен мира. Об этом говорит праздничный фон народных гуляний, в круговороте веселья которого Шаляпин, артист яркой и темпераментной натуры, чувствует себя будто в родной стихии, стихии русского народа. Зритель, глядя на портрет, будто сейчас услышит музыку масленицы и голос самого певца, которому кажется близок облик и быт этого городка. Неразрывно связанный с народом, олицетворяющий его дух и мощь, широту и размах, Шаляпин остался в душе русским человеком, он плоть от плоти этих широких просторов, чего не заслоняет даже показное барство. Именно творческая натура Шаляпина, несмотря на весь красочный и декоративный накал полотна, дала Кустодиеву неисчерпаемые возможности для художественных исканий при решении такой сложной живописной задачи, как образ человека в пленэре, который он не пытался опростить, а наоборот по обыкновению своему усложнял, чтобы полнее выразить творческий замысел.

## Судьба
Картина известна как «Портрет Ф. И. Шаляпина», хотя по замыслу Кустодиева первоначально именовалась как «Новый город», или «Ф. И. Шаляпин в незнакомом городе», но также фигурирует под названиями «Ф. И. Шаляпин на ярмарке», «Шаляпин на ярмарке в Нижнем Новгороде». Это один из лучших портретов в русском классическом искусстве, один из самых известных портретов Кустодиева, вершина творчества художника, его первое и последнее обращение к личности выдающегося артиста.
Портрет Шаляпина, а также портрет его супруги вместе с некоторыми другими работами Кустодиев показал на выставке объединения «Мир искусства», открывшейся 14 мая 1922 года в Аничковом дворце. Кустодиев не смог её посетить и довольствовался отзывами знакомых, которые не всегда оказывались объективными, как в случае Кузьмы Петрова-Водкина, посетившего художника в те дни. По свидетельству Всеволода Воинова, Петров-Водкин раздосадовал Кустодиева бесцеремонностью нападения на «Мир искусства» и своим отношением к нему «как бы покровительственно, с сожалением»: «Конечно, мол, ты бедненький, сидишь в своем кресле, ничего не видишь: отстал от века! Твой, мол, портрет Шаляпина слаб, это „литература“». Сам же Воинов немало сделал для пропаганды выставки, а в особенности представленного на ней творчества Кустодиева. Считая её самым крупным художественным событием сезона, Воинов писал в статье в журнале «Среди коллекционеров», что Кустодиев «находится в расцвете своих сил» и «его можно считать самым национальным нашим художником, как по широте охвата содержания, так и по форменным основам его живописи», потому что «в своих бытовых композициях, насыщенных яркими, ликующими красками, проникнутых огромной любовью к народной жизни, ко всем мелочам ее, он рисует ее в том благодушном, мирном и уютном виде, какой присущ ей в дни, когда над ней не проносятся сказочные годы революции». В такой оценке творчества художника Воинову вторил и редактор сборника «Утренники» Долмат Лутохин, отметивший, что если кто и «царит на выставке — так это Кустодиев… Как он знает и любит Россию. Как мощен его большой портрет Шаляпина, уже грузного, стареющего, сытого и франтоватого — на фоне пестрой, уездной же русской масленицы… Все говорит о том, что Кустодиев самый большой теперь наш художник».
Сразу же после написания портрет был приобретён Шаляпиным. Итог своей работы Кустодиев так и не смог увидеть при нужном отдалении, потому что в 1922 году Шаляпин уехал вместе с женой и детьми из Петрограда на гастроли за границу — в Париж, куда увёз и портрет, поместив его в свою хорошую коллекцию картин русских художников. Шаляпин был очень доволен портретом, ценил его особенно и чрезвычайно высоко, ставя выше других работ о себе — за широту, размах и «русский дух». Шаляпин даже брал портрет с собой в разъезды. В то же время портрет нравился и самому Кустодиеву, вложившему в него много душевных и физических сил. Художник долгое время жил думами о выполненной работе и в 1922 году создал для себя копию картины, авторское повторение портрета в уменьшенном формате. Таким образом портрет был написан дважды — в 1921 и 1922 годах. По оценке художника Евгения Климова, в повторном портрете Шаляпина «из-за уменьшения формата почти в два раза потерялась величественность и значительность фигуры знаменитого артиста». В 1924 году полотно экспонировалось на выставке русского искусства в Гранд-Сентрал-Паласе в Нью-Йорке, для которой Кустодиев написал картину-плакат «Извозчик-лихач» и несколько других работ, охотно раскупавшиеся посетителями, как и репродукции. Как писал тогда организатор экспозиции Игорь Грабарь, «ходчее всех идет „русский товар“, все, что по представлению американцев „очень русское“ […] Больше всех покупают „Шаляпина“ кустодиевского, его же „Лихача“…». С этим новым уменьшенным вариантом картины Кустодиев не расставался до самой своей кончины в 1927 году. В том же году, после затянувшихся на пять лет гастролей Шаляпина, советские власти запретили ему въезд на родину, да и лишили его звания народного артиста Республики, которое он получил первым ещё в 1918 году. В написанных во Франции воспоминаниях Шаляпин уделил художнику несколько проникновенных страниц. Как писал Шаляпин, «недолго мне пришлось любовно глядеть на этого удивительного человека. […] Глубоко я был поражен известием о смерти, скажу — бессмертного Кустодиева. Как драгоценнейшее достояние, я храню в моем парижском кабинете мой знаменитый портрет его работы и все его изумительные эскизы к „Вражьей Силе“». Все они были куплены Шаляпиным лично у Кустодиева, а на память о знакомстве и совместной работе певец подарил художнику автопортрет и ещё несколько рисунков. Впоследствии Шаляпин собирался написать третью книгу, на этот раз целиком о театре, но не успел — он скончался в 1938 году. С кустодиевским портретом Шаляпин не расставался до самой смерти. До последних дней его жизни портрет висел в кабинете над большим камином из резного дерева в парижской квартире певца в доме № 22 на авеню д’Эйло.

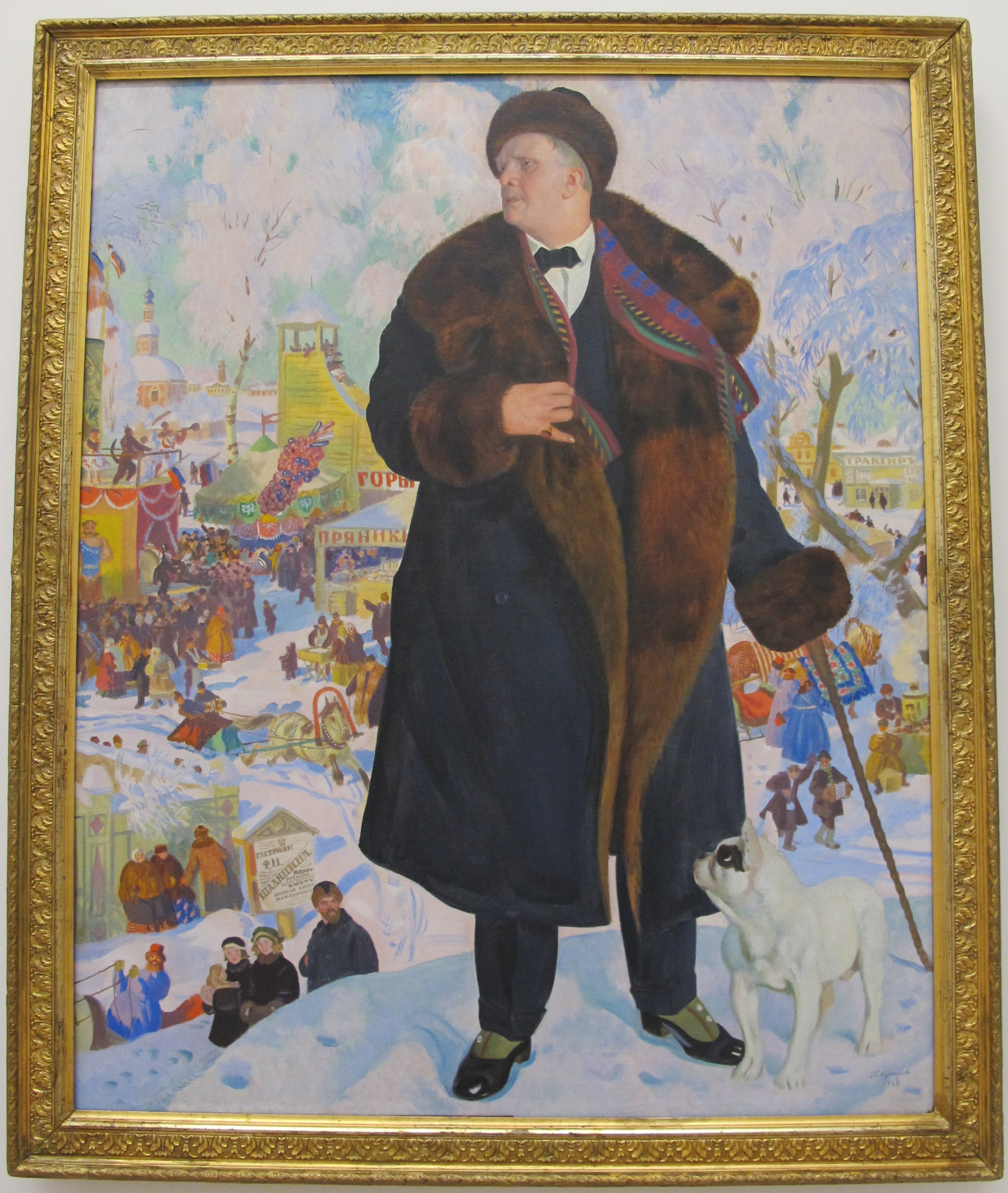
Версия портрета в Русском музее

Спустя 30 лет после смерти Шаляпина, в 1968 году его дочери Марфа, Марина и Дассия передали оригинальный портрет в дар на хранение в Ленинградский театральный музей. Ранее, в 1964 году туда же был передан портрет Марии Шаляпиной, хранившийся у родных Исая Дворищина. С 1985 года портрет Шаляпина выставляется в Большой гостиной в доме-музее Ф. И. Шаляпина в Ленинграде, позднее Санкт-Петербурге. В 2011 году портрет впервые был показан в Москве на выставке «Из Петербурга в Москву и обратно» в доме-музее Шаляпина на Новинском бульваре.
Уменьшенный портрет хранится в Русском музее, куда был передан в 1927 году из Государственной Третьяковской галереи. Выставляется в зале № 70 Корпуса Бенуа. Примечательно, что в СССР воспроизводились репродукции не с подлинника, а с авторской копии. Уменьшенный портрет неоднократно представлял творчество Кустодиева на художественных выставках в Швеции, Канаде и Америке. В 1977 году он экспонировался на выставке русского и советского искусства в музее Метрополитен в Нью-Йорке. Подготовительные рисунки к портрету хранятся в Третьяковке, из которых можно выделить отличный по мнению критиков рисунок головы Шаляпина. Ряд других разбросаны по различным коллекциям, музеям и частным собраниям, в том числе в Москве, а также в Национальной картинной галерее Армении. Акварельный портрет Марфы и Марины Шаляпиных хранится в Екатеринбургском музее изобразительных искусств.